# 정자전법

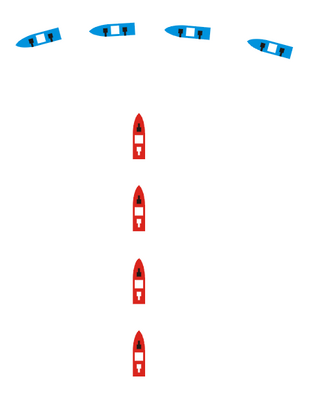
청색의 함대가 정자전법으로 적색의 함대를 공격하는 도식

정자전법(丁字戰法) 혹은 정자작전(丁字作戰)은 포함이 격돌하는 해전 전술 중 하나로 적의 함대의 진행 방향을 가르는 형태로 아군의 함대를 배치하여 이전 화력을 적의 함대의 선두함에 집중할 수 있도록 하고 적 함대를 각개 격파하는 전술을 말한다. T자전법(T字戰法, Crossing the T), T자작전(T字作戰)이라고도 한다.

## 개요
16세기에 들어와 돛으로 항행하는 군함에 다수의 대포를 탑재한 전열함이 건조되게 되면서 해전의 진형은 근접 전투를 의식한 횡진(가로)에서 종진(세로)으로 변화했다. 특히 사거리가 긴 전열함을 다수 보유하고 있던 영국 해군은 스페인 해군 등에 앞서서 화력이 커진 측면을 최대한 활용하는 단종진을 채용했다.
19세기 후반 산업기술의 발달에 따라 전열함은 현대적인 증기엔진을 장착한 5,000m가 넘는 장대한 사거리와 장갑판을 가진 전함으로 변모했지만, 변침이나 회두 등의 함대 운동의 용이성과 지휘관을 선두로 함대를 구성하는데 따른 전투 시의 의사전달의 유리함에 따라서 종진이 지지를 받았다.
이러한 시대적 배경에서 종진에 의한 함대전에서 보다 유리한 전법이 연구되면서 ‘정자전법’이 등장했다. 그러나 같은 방향으로 나란히 달리면서 전투를 벌이는 동항전(同航戰)이나 스쳐 지나가면서 전투를 벌이는 반행전(反航戰)에서 정자전법을 적용하기 위해서는 적의 함대보다 속력이 빠르고, 적 선도함을 제압할 수 있어야 하며, 정자의 조합은 처음부터 완성까지 비교적 오랫동안 적의 공격에 노출되기 때문에 아군 선도함은 충분한 방어력을 가져야 했다. 또한 정자 완성 후에도 정자를 오래 유지하기 위한 함대 통제와 사격 통제가 잡혀 있어야 하는 것 등이 필요하기 때문에 착상은 쉽지만 실행은 어려운 전법이라고 할 수 있었다.
일본 해군에서는 러일 전쟁 이후 주력함이 동항전을 실시하면서 보조함이 정자전법을 취하는 전술 사상이 짜여져 제1함대(전함)와 제2함대(순양전함 등)가 주력 결전용으로 편성되었다. 이 2개의 함대는 결전 시에 통일 운용되기 때문에 이 두 함대를 통합하는 연합 함대가 상설되었다.
20세기 중반 이후 미사일 기술이 발달하고, 포의 사정거리 밖에서 선박을 공격할 수 있게 되면서, 함대끼리 해양에서 발생하는 결전을 치룰 필요가 없어졌기 때문에, 정자전법은 현재는 볼 수 없게 되었다.

## 정자전법이 사용된 해전

### 리싸 해전
리싸 해전에서 오스트리아 해군의 빌헬름 테게토프 소장은 이탈리아 함대의 단종진 측면에서 옆 진을 공격했고, 결과적으로 이탈리아 측이 정자전법을 구사한 상태에서 전투를 벌였다. 이것은 오스트리아 함대(장갑함 7척)가 우세한 이탈리아 함대 (장갑 함 12척 기간)에 대항하기 위해, 포격전이 아니라 충각에 의한 들이받기 공격을 의도했기 때문이다. 오스트리아 함대의 작전은 성공을 거두었고, 이탈리아 기갑함 2척을 격침하고 승리했다. 이탈리아 함대는 정자전법의 효과를 발휘하지 못하고, 장갑함의 전투에서는 가로진에 의한 충각 공격이 더 유효하다는 인식이 일시적으로 퍼지게 되었다.

### 엘리 해전
제1차 발칸 전쟁 동안 반격으로 전환을 위해 출격해 온 오스만 제국 해군 함대를 그리스 해군 이 맞이한 엘리 해전에서 그리스 파블로스 쿤투리오티스 소장이 해전 중에 20노트 이상의 속력을 낼 수 있는 함만 오스만 함대 주력 함대에 공격 참가를 명령했다. 그리스 함대는 오스만 함대 기함 ‘바르바로스 하이렛딘파샤’를 정자전법에 의해 포격 중 격파시켜 오스만 함대는 참지 못하고 다르다넬스로 퇴각했다. 그리스 함대에 거의 피해는 나와 있지 않다.

### 유틀란트 해전
영국 함대를 이끄는 존 제리코 장군은 유틀란트 해전 중 독일 해군의 대양함대를 정자 전법의 전형으로 이끌기 위해 함대 운행을 계속했지만 두번 찾아온 기회를 모두 독일 대양함대에 역방향으로 도주해서, 트라팔가 해전의 재현은 이뤄지지 않았다.

### 에스페란스 곶 해전
에스페란스 곶 해전에서 과달카날을 목표로 야간 수송을 위해 진출한 일본 해군 연합함대의 호위 부대(순양함 3척, 구축함 2척)를 레이다 탐색으로 탐지한 미국 해군 노먼 스콧 소장이 이끄는 순양함 부대(기함 중순양함 샌프란시스코)는 정자 전법에 의한 요격에 성공했다.
결과적으로 일본 함대는 중순양함 1척 침몰, 1척 대파, 구축함 1척이 침몰되는 손해를 입은 퇴각했다. 하지만 미국 함대도 구축함 2척 ‘파렌 홀트’와 ‘던컨’이 야간이었기 때문에 대열을 잃고 떠나 적과 아군의 틈에서 대파되어 침몰당하는 손상을 입었다.

### 레이테만 전투
레이테만 전투에서 니시무라 쇼지가 지휘하는 함대(전함 야마시로, 전함 후소, 중순양함 모가미와 구축함 4척을 포함한 총 7척)가 수리가오 해협에서 레이테 만에 야간 돌입할 때 미국 해군 제시 B. 올덴도프 소장이 이끄는 전함 부대(전함 6척, 순양함 4척, 순양함 4척, 구축함 26척, 어뢰정 39척, 총 79척)가 정자 전법으로 기다리다, 어뢰와 레이다 사격에 의한 파상 공격으로 구축 군함 시구레(時雨)를 제외한 모든 함을 격침시켰다.
미군의 피해는 어뢰정 부대가 10척 손상되는 수준에 그쳤다. 니시무라 함대의 괴멸적인 최후는 해전사 중에서도 가장 비참한 섬멸전이 되었다. 또한 전함끼리 포격전이 벌어진 마지막 해전이 되었다.

## 논란

### 쓰시마 해전
쓰시마 해전에서 일본 제국 해군의 도고 헤이하치로 연합 함대 사령관은 전함 4척, 장갑순양함 8척을 이끌고 러시아의 발틱 함대의 주력(전함 8척, 장갑순양함 1척, 해방전함 3척)을 맞아했다.
14시 07분 러시아 함대와 마주 달리는 전투의 태세(반항전)로 진행된 일본 측은 적의 전면에서 왼쪽으로 165 °의 순차 회두를 실시했다. 이것을 일본 측은 정자전법이라고 설명하고 있다.
전투 이전의 예상과는 달리 30분 정도 주력함 간의 포격전은 마무리 되었고, 러시아 함대는 큰 손실을 입고 통제력을 잃었다. 일본 함대는 주력함을 하나도 상실하지 않았고, 러시아 함대는 결국 침몰 21척, 나포 6척, 중립국 억류 6척에 이르는 치명적인 타격을 받고 블라디보스토크 군항에 도착한 군함은 순양함 1척, 구축함 2척에 불과했다.
실제로는 발틱 함대가 변침하자 나란히 달리는 전형으로 바로 전환해서 ‘적 함대의 진로를 차단한 것’이며, 결국 통상적인 동항전(同航戰)에서 볼 수 있는 ‘八’자에 가까운 형태로 완전한 정자는 실현되지 않았다. 또한 전투의 상세 보고와 각종 1차 자료에서 “쓰시마 해전에서 적전 회두 후 정자전법을 했다”는 설명은 없었다. 이 때문에 당사자들은 자신이 회두 후 ‘丁자’ 또는 ‘イ자’의 전형이 생겼다고 생각하지 않는 것으로 추측된다. 그러나 전투 책략의 정자전법은 ‘적의 선두를 압박하는 운동’이라는 기술이 있어, 전투 상세 보고에 ‘적의 선두를 압박’이라는 기술은 존재한다.
또한 일본의 유명 작가 한도 가즈토시는 해전 직후인 5월 29일, 상세한 보고도 없이 군사령부로부터 언론에 “쓰시마 해전은 정자전법으로 승리했다”고 허위 발표를 했고, 다음날 신문에 그것이 게재되어 그것이 그대로 세상에 침투해 버렸다는 설을 제기했다. 그러나 실제로 발표된 것은 6월 29일이고, 신문에 게재된 것은 6월 30일 아사히신문이었다.

## 같이 보기
- 학익진